# Primarias presidenciales de Europa Ecología Los Verdes de 2021
Las primarias presidenciales del Europa Ecología Los Verdes de 2021 fueron el método de elección del candidato presidencial de Francia de los partidos Ecologistas: Europa Ecología Los Verdes, Generaciones, Generación Ecologista, Cap Ecologista y el Movimiento de Progresistas, para las elecciones de 2022.
Las primarias se llevaron a cabo en dos rondas, del 16 al 19 de septiembre de 2021 la primera vuelta y del 25 al 28 de septiembre de 2021 la segunda vuelta.

## Candidatos
| Partido           | Partido        | Partido                    | Candidato                                                        | Cargos ocupados                                     | Ref   |
| ----------------- | -------------- | -------------------------- | ---------------------------------------------------------------- | --------------------------------------------------- | ----- |
|                   | GE             | Generación Ecologista      | Delphine Batho                                                   | Miembro del Parlamento por Deux-Sèvres (desde 2013) | [ 2 ] |
| CE                | Cap Ecologista | Jean-Marc Governatori      | Concejal de Niza (desde 2020)                                    | [ 2 ]                                               |       |
|                   | EELV           | Europa Ecología Los Verdes | Yannick Jadot                                                    | Miembro del Parlamento Europeo (desde 2009)         | [ 3 ] |
| Sandrine Rousseau | EELV           | Europa Ecología Los Verdes | Subsecretaria nacional de Europa Ecología Los Verdes (2016-2017) | [ 4 ]                                               |       |
| Éric Piolle       | EELV           | Europa Ecología Los Verdes | Alcalde de Grenoble (desde 2014)                                 | [ 5 ]                                               |       |

### Apoyos en segunda vuelta
| Partido | Partido        | Partido                    | Candidato      | Apoyo en segunda vuelta | Ref   |
| ------- | -------------- | -------------------------- | -------------- | ----------------------- | ----- |
|         | GE             | Generación Ecologista      | Delphine Batho | N/A                     | [ 6 ] |
| CE      | Cap Ecologista | Jean-Marc Governatori      | Yannick Jadot  | [ 7 ]                   |       |
|         | EELV           | Europa Ecología Los Verdes | Éric Piolle    | N/A                     | [ 6 ] |

## Debates
El primer debate se realizaro el 5 de septiembre de 2021 por la emisora de radio France Inter, en colaboración con el canal de televisión France Info y el diario Le Monde.
El canal LCI, en colaboración con el diario Le Figaro y el medio online Loopsider organizaron dos debates uno para la primera vuelta 8 de septiembre de 2021 y otro para la segunda vuelta el 22 de septiembre. Fueron presentados por la periodista Ruth Elkrief.
El 10 de septiembre, Mediapart organizó un debate entre los cinco candidatos en su programa emitido online À l'air libre.

## Encuestas
| Encuesta           | Fecha        | Muestra | Yannick Jadot EELV | Sandrine Rousseau EELV | Delphine Batho GE | Eric Piolle EELV | Jean-Marc Governatori CE | Panel                      |     |    |    |              |
| ------------------ | ------------ | ------- | ------------------ | ---------------------- | ----------------- | ---------------- | ------------------------ | -------------------------- | --- | -- | -- | ------------ |
| Encuesta           | Fecha        | Muestra | Odoxa              | 15-16 sep 2021         | 1,005             | 37%              | 22%                      | Panel                      | 19% | 9% | 7% | Toda Francia |
| 40%                | 22%          | 19%     | Odoxa              | 15-16 sep 2021         | 1,005             | 12%              | 3%                       | Simpatizantes de EELV      |     |    |    |              |
| 42%                | 25%          | 17%     | Odoxa              | 15-16 sep 2021         | 1,005             | 11%              | 1%                       | Toda Francia               |     |    |    |              |
| Ipsos-Sopra Steria | 2-3 Sep 2021 | 925     | 47%                | 18%                    | 16%               | 11%              | 8%                       | Simpatizantes de izquierda |     |    |    |              |
| Ipsos-Sopra Steria | 2-3 Sep 2021 | 925     | 69%                | 11%                    | 8%                | 7%               | 4%                       | Simpatizantes de EELV      |     |    |    |              |

## Resultados
|  | 27.70 % |

|  | 51.03 % |

|  | 25.14 % |

|  | 48.97 % |

|  | 22.32 % |

|  | 22.29 % |

|  | 2.35 % |

|  | 99.77 % |

|  | 97.65 % |

|  | 0.23 % |

|  | 2.35 % |

|  | 100.00 % |

|  | 100.00 % |

|  | 86.91 % |

|  | 85.41 % |